# Fossalto
Fossalto – miejscowość i gmina we Włoszech, w regionie Molise, w prowincji Campobasso.
Według danych na rok 2004 gminę zamieszkiwało 1619 osób, 57,8 os./km².